# Stara Bingula
Stara Bingula (izvirno srbsko Стара Бингула) je naselje v Srbiji, ki upravno spada pod Občino Sremska Mitrovica; slednja pa je del Sremskega upravnega okraja.

## Demografija
V naselju živi 161 polnoletnih prebivalcev, pri čemer je njihova povprečna starost 41,2 let (38,4 pri moških in 44,2 pri ženskah). Naselje ima 64 gospodinjstev, pri čemer je povprečno število članov na gospodinjstvo 2,97.
Prebivalstvo je večinoma nehomogeno, a v času zadnjih treh popisov je opazno zmanjšanje števila prebivalcev.
|  |

| Demografija | Demografija     | Demografija     |
| Leto        | Št. prebivalcev | Št. prebivalcev |
| ----------- | --------------- | --------------- |
|             |                 |                 |
|             |                 |                 |
|             |                 |                 |
|             |                 |                 |
| 1948        | 400             |                 |
| 1953        | 446             |                 |
| 1961        | 371             |                 |
| 1971        | 300             |                 |
| 1981        | 255             |                 |
| 1991        | 205             | 202             |
| 2002        | 196             | 190             |
|             |                 |                 |

| Etnična sestava po popisu iz leta 2002 | Etnična sestava po popisu iz leta 2002 | Etnična sestava po popisu iz leta 2002 | Etnična sestava po popisu iz leta 2002 | Etnična sestava po popisu iz leta 2002 |
| -------------------------------------- | -------------------------------------- | -------------------------------------- | -------------------------------------- | -------------------------------------- |
| Srbi                                   | Srbi                                   |                                        | 58                                     | 30,52%                                 |
| Hrvati                                 | Hrvati                                 |                                        | 55                                     | 28,94%                                 |
| Slovaki                                | Slovaki                                |                                        | 32                                     | 16,84%                                 |
| Rusini                                 | Rusini                                 |                                        | 23                                     | 12,10%                                 |
| Jugoslovani                            | Jugoslovani                            |                                        | 6                                      | 3,15%                                  |
| Madžari                                | Madžari                                |                                        | 3                                      | 1,57%                                  |
| Neznano                                | Neznano                                |                                        | 0                                      | 0,0%                                   |